# 그리스의 광역현
그리스의 광역현은 그리스의 2단계 지방 자치 정부이며 주와 현 사이에 존재하는 행정 단위이다. 광역현 정부의 수장은 선출직 광역현 지사이며 그 역할은 주로 의례적인 수준인데 대부분의 현 업무는 광역현 산하 현 지사가 담당하기 때문이다.

## 광역현 목록
- 아테네-피레아스 광역현: 아테네 현, 피레아스 현
- 드라마-카발라-크산티 광역현: 드라마 현, 카발라 현, 크산티 현
- 로도피-에브로스 광역현: 로도피 현, 에브로스 현